# HD 17156 b
HD 17156b은 카시오페이아자리에 있는, 지구에서 약 255광년 떨어진 외계 행성이다. 이 행성은 황색 준거성 HD 17156을 돌고 있으며, 2007년 4월 발견되었다. 어머니 항성으로부터의 거리로 짐작하여 뜨거운 목성으로 분류될 수 있으며, 질량은 목성보다 작지만 토성보다는 근소하게 크다. 궤도는 큰 이심률을 보이고 있으며 공전주기는 3주, 어머니 항성과의 거리는 근일점에서 0.0523, 원일점에서 0.2665 천문단위이다. 이 정도 이심률은 백조자리 16 Bb와 비슷하며, 타원궤도 가스행성으로 분류된다.
이 행성은 2007년 4월 14일에 발견되었으며, W. M. 켁 천문대와 스바루 망원경을 통해, 도플러 효과를 응용하여 발견했다.
이 행성이 어머니 항성의 표면을 지나가는 존재일 것임을 추측한 연구기사가 oklo.org에 실린 뒤, 여러 연구진들이 해당 행성의 통과 현상을 관측했다. 2007년 10월 2일 이 행성이 어머니 항성의 원반 위를 3시간 동안 지나간다는 결과가 나왔으며 이틀 뒤 논문이 간행되었다.
현재 HD 17156b는 어머니 항성 표면을 지나가는 행성들 중 가장 공전주기가 길다. 2007년 12월 13일 기준으로 이 행성의 궤도요소에 대해 보다 자세한 연구가 이루어지고 있다. 이 연구를 통해 행성이 받는 기조력과 온도 조건, 그리고 스피처 우주 망원경이 관측하기에 적합한 후보인지 아닌지의 여부를 밝히게 될 것이다.

## 같이 보기
- 백조자리 16 Bb
- HD 17156c